# Барабановское (Свердловская область)
Барабановское — село в Каменском районе Свердловской области России. Входит в Каменский муниципальный округ.
Центр Барабановской сельской администрации, в составе которой ещё пять населённых пунктов.
Ранее было центром Барабановского сельсовета Каменского района.

## Географическое положение
Село расположено в 13 километрах (по автотрассе в 14 километрах) к югу от города Каменска-Уральского, по обоим берегам реки Исток (левого притока реки Синара, бассейна реки Исети). В окрестностях села, в 2 километрах к востоку расположена железнодорожная станция Барабаново ветки Каменск-Уральский — Челябинск.

## История села
Поселение ранее называлось Красноглазово, названо по фамилии или прозвищу первопоселенцев — Красноглазов. Деревня упомянута на ландшафтной карте 1734 года Афанасия Кичигина как чисто земледельческое. До 1803 года Барабанова была приписана к Каменскому заводу. В 1863 году стало селом.
В 1890-х годах в селе была открыта земская школа.
В начале XX века население села состояло из государственных крестьян, отставных и уволенных в запас армии солдат. Главное их занятие было земледелие.
В 1916 году село относилась к Шаблишской волости. В 1928 году Барабановское входило в Барабановский сельсовет Каменского района Шадринского округа Уральской области. В 1929 году в селе образован колхоз, в 1958 году ставший отделением совхоза «Бродовской».

## Население
| 1904 | 1926 | 2002 | 2010 | 2021 |
| ---- | ---- | ---- | ---- | ---- |
| 779  | ↗933 | ↘172 | ↗181 | ↗215 |

Структура
- По данным 1904 года — 124 двора с населением 779 человек (мужчин — 378, женщин — 401), все русские[11].
- По данным переписи 1926 года, в селе Барабановском был 201 двор с населением 933 человека (мужчин — 421, женщин — 512), все русские[6].
- По данным переписи 2002 года, русские составляли 98 % от общего числа сельчан[12]. По данным переписи 2010 года, в селе было: мужчин — 86, женщин — 95[13].

## Иоанно-Предтеченская церковь
В 1863 году была заложена деревянная однопрестольная церковь, которая была освящена во имя 3-го обретения честной главы Предтечи и Крестителя Господня Иоанна в 1876 году. Церковь была построена иждивением прихожан, при пособии посторонних благотворителей. Иконостас храма был куплен из храма Троицкого села, а в 1897 году был обновлён на средства прихожан. Причт состоял из священника и псаломщика. В начале XX века для причта имелось три общественных дома.
Храм был закрыт в 1929 году, а в советское время снесён.